# Le Morne Brabant
Der Le Morne Brabant ist ein 556 Meter hoher Berg auf der gleichnamigen Halbinsel im Südwesten von Mauritius. Am Fuße des Le Morne Brabant liegen Sandstrände aus Korallensand. Der Berg bedeckt ein Gebiet von mehr als zwölf Hektar. Viele Hotels haben sich an den Stränden rund um den Berg angesiedelt.

## Geschichte
Im 19. Jahrhundert flohen Sklaven in größerer Zahl auf den Le Morne Brabant. Am 1. Februar 1835 wurde eine Polizeiexpedition anlässlich des Endes der Sklaverei in Mauritius auf den Berg geschickt. Viele Sklaven verstanden diese Geste falsch und stürzten sich vom Berg in den Tod. Seit diesem tragischen Tag wird der 1. Februar in der kreolischen Gesellschaft auf Mauritius als Feiertag für das Ende der Sklaverei gefeiert.

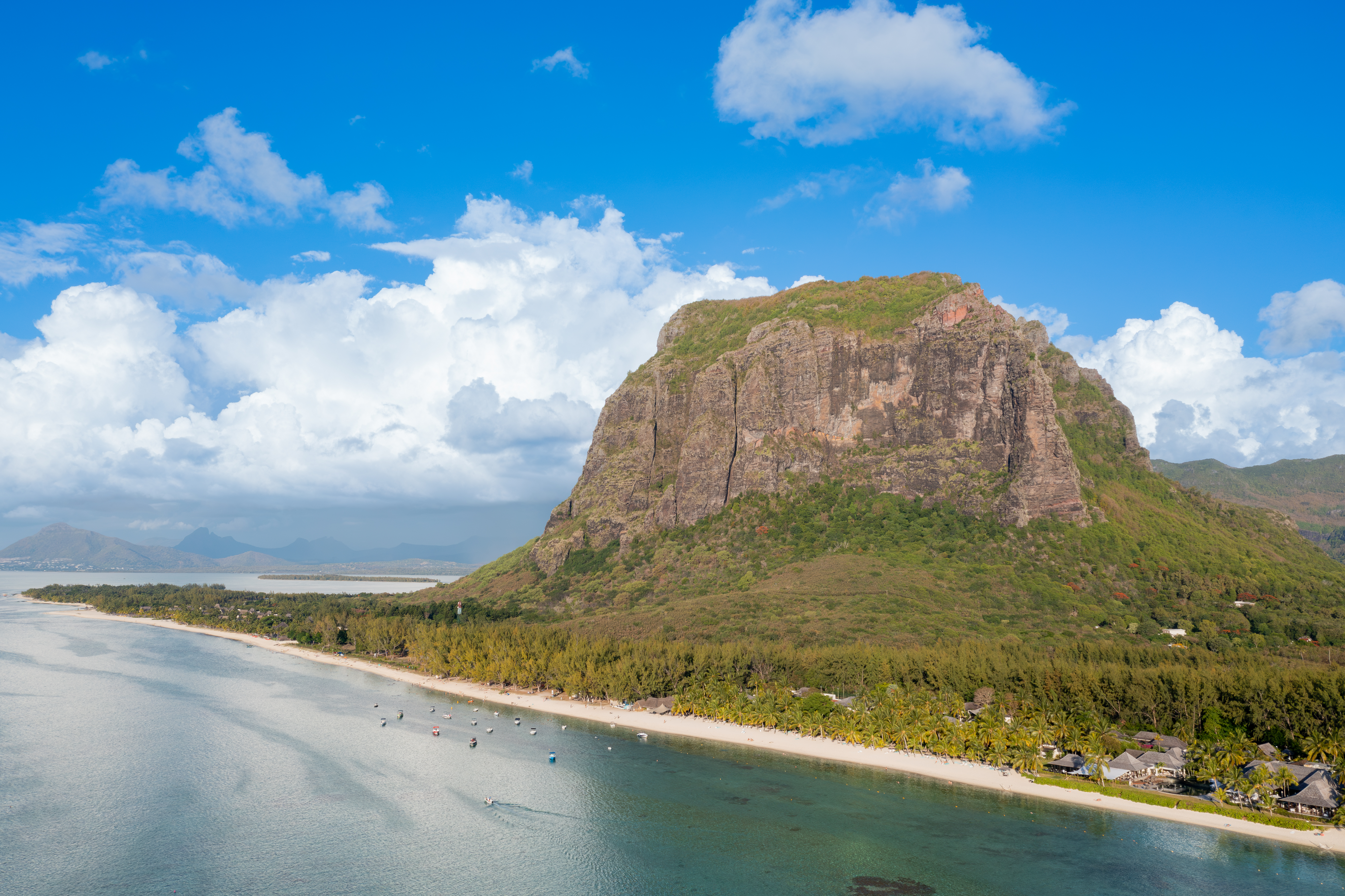
UNESCO-Welterbe Le Morne

2008 wurde der Berg von der UNESCO als Kulturlandschaft in die Liste des Weltkulturerbes aufgenommen. Dabei wurden auch die reichen mündlichen Überlieferungen zur Rolle des Berges für die Leiden und für die Befreiung der Sklaven gewürdigt. Zum Welterbe gehört auch die vorgelagerte Îlot Fourneau.

## Umgebung
In der Nähe vom Le Morne Brabant liegen die Dörfer Le Morne, Chamarel, L'Embrasure und La Gaulette. Sehenswürdigkeiten in der Nähe sind die riesige Shivastatue, die Siebenfarbige Erde nahe Chamarel und die Wasserfälle bei Chamarel. Die Peninsula des Le Morne Brabant wird von einem Mikroklima bestimmt. Vor der Küste gibt es die optische Illusion eines gigantischen Unterwasser-Wasserfalls.

## Mehr Informationen
- Dominique Auzias, Jean-Paul Labourdette: Maurice, Rodrigues Le Petit futé. Country guide  (Online) (französisch)
- Rosabelle Boswell: Le Malaise Créole: Ethnic Identity in Mauritius Berghahn Books, 2006. ISBN 1-84545-075-2 (englisch)